# Esperança (Póvoa de Lanhoso)
Esperança ist ein Ort und eine ehemalige Gemeinde (Freguesia) im Norden Portugals.
Esperança gehört zum Kreis Póvoa de Lanhoso im Distrikt Braga. Die Gemeinde hatte eine Fläche von 4,4 km² und 339 Einwohner (Stand 30. Juni 2011).
Am 29. September 2013 wurden die Gemeinden Esperança und Brunhais zur neuen Gemeinde União das Freguesias de Esperança e Brunhais zusammengeschlossen. Esperança ist Sitz dieser neu gebildeten Gemeinde.

## Brücken
- Ponte de Mem Gutierres oder Ponte Domingues Terna
- Ponte de Mem Gutierres